# SS-N-14 Silex
Die SS-N-14 Silex ist eine schiffsgestützte Lenkwaffe aus sowjetischer Produktion zur Bekämpfung von U-Booten und Schiffen. Die Systembezeichnung des Seezielflugkörpers lautet UPRK-3 Metel / UPRK-4 Musson (Metel bedeutet Schneesturm, Musson bedeutet Monsun). Es handelte sich um den ersten Typ einer sowjetischen Anti-U-Boot-Rakete.

## Entwicklung
Die Entwicklung des Systems SS-N-14 begann in den 1950er-Jahren. Die Entwicklung erfolgt im Konstruktionsbüro Raduga und im OKB-52 Tschelomei. Nach langwierigen Tests wurde das System schließlich 1968 bei der sowjetischen Marine eingeführt. In den darauffolgenden Jahren wurden die folgenden Schiffsklassen mit dem System SS-N-14 ausgerüstet:
- Die Kreuzer der Kara-Klasse mit je 2 × 4 Lenkwaffen
- Die Kreuzer der Kresta-II-Klasse mit je 2 × 4 Lenkwaffen
- Die Zerstörer der Udaloy-Klasse mit je 2 × 4 Lenkwaffen
- Die Fregatten der Kriwak-1-Klasse mit je 4 Lenkwaffen
- Die Fregatten der Kriwak-2-Klasse mit je 4 Lenkwaffen
- Der Kreuzer Admiral Uschakow (ex Kirow) der Kirow-Klasse mit einem Doppelstarter und 10 Lenkwaffen

## Technik
Die Lenkwaffen sind in großen Stahlbehältern auf dem Schiffsdeck untergebracht und werden direkt aus diesen abgefeuert. Beim Start befördert ein Raketenbooster die Lenkwaffe aus dem Startrohr. Unmittelbar nach dem Verlassen des Startbehälters entfalten sich die Flügel und der Raketenmotor zündet. Die Lenkwaffe fliegt in einer Flughöhe von 400 bis 800 Metern (m) ins Zielgebiet. Notwendige Kurskorrekturen werden durch die Radars „Eye Bowl“ oder „Head Lights B“ ermittelt und mit einer Funkverbindung an die Lenkwaffe übermittelt. Im Zielgebiet angekommen wirft die Lenkwaffe je nach Version einen U-Boot-Jagd-Torpedo oder eine nukleare Wasserbombe auf die vermutete Position des U-Bootes ab.
Primär dient die SS-N-14 zur Bekämpfung von U-Booten. In einer sekundären Rolle können auch Schiffsziele bekämpft werden. Bei der Schiffsbekämpfung erfolgt der Marschflug in einer Höhe von 50 m. Für den Zielendanflug sinkt die Lenkwaffe auf eine Flughöhe von 15 m. Für den Zielanflug kommt ein passiver Infrarot-Suchkopf zum Einsatz. Der Torpedo bleibt bis zum Einschlag im Schiffsrumpf an der Lenkwaffe und wird mittels Aufschlagzünder zur Explosion gebracht.

## Varianten
- 60R / PRK-3 Metel: 1. Serienversion mit nuklearer Wasserbombe mit 5 kT.
- 70R / PRK-3 Metel: 1. Serienversion mit ASW-Torpedo AT-2U.
- 83RU / UPRK-3 Metel: 2. Serienversion mit ASW-Torpedo AT-2UM (EA-45-70A).
- 84R / PRK-4 Musson: Mit ASW-Torpedo AT-2UM (EA-45-70A).
- 84RU / UPRK-4 Musson: 2. Serienversion mit nuklearer Wasserbombe mit 10 kT.
- 85RU / UPRK-5 Rastrub: Eingeführt 1975. Ausgerüstet mit ASW-Torpedo AT-2 (APR-2E).
- 85RUS / UPRK-5 Musson-A: Eingeführt 1975. Ausgerüstet mit nuklearer Wasserbombe mit 5–10 kT.
- 85RU / UPRK-4 Rastrub-A: Eingeführt 1984. Ausgerüstet mit ASW-Torpedo UGMT-1 (E45-75A). Die Lenkwaffe verfügt zusätzlich über einen 185-kg-Hohlladungsprengkopf zur Schiffsbekämpfung.
- 85RU / UPRK-5 Rastrub-B: Verbesserte Rastrub-A mit ASW-Torpedo APR-3M oder MPT-1ME.
- YP-85: Vorgestellt 1993. Ausgerüstet mit 4 aktiv zielsuchenden S3W-Wasserbomben. Reichweite über 100 km.

## Status

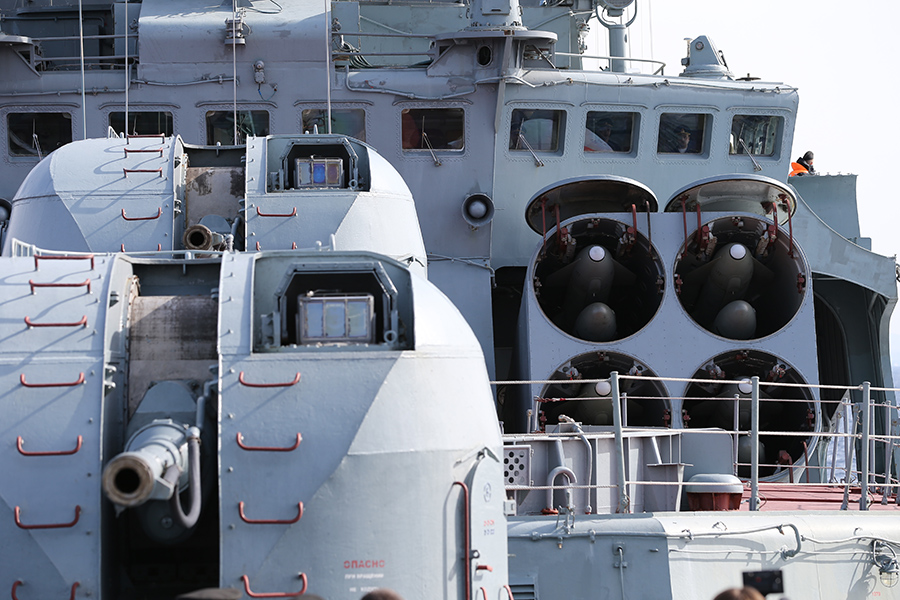
SS-N-14 auf einem Zerstörer Udaloy-Klasse

Das System SS-N-14 wurde nie exportiert und befindet sich nur auf Schiffen der russischen Marine im Einsatz. Im Einsatz hat es sich als sehr kostenintensiv und wenig zuverlässig erwiesen. Die zurzeit einzigen Einsatzplattformen sind die Zerstörer der Udaloy-Klasse und die Fregatten der Kriwak-Klasse. Im Jahr 2006 hatte die russische Marine noch 100 SS-N-14-Lenkwaffen im Bestand. Im Einsatz wurde das System durch die wesentlich unkomplizierteren SS-N-16-Stallion-Raketentorpedos ersetzt. Das Nachfolgemodell der SS-N-14 ist das System RPK-9 Medwedka / 98R (NATO-Codename: SS-N-29). Dieses System ist wesentlich kostengünstiger sowie kompakter und kann auch auf kleinen Schiffen installiert werden.